# Crack a Bottle
Crack a Bottle är en hiphop-sång av Eminem, Dr. Dre och 50 Cent. Den släpptes den 2 februari 2009.

## Listpositioner
| Listposition (2009)                | Högsta position |
| ---------------------------------- | --------------- |
| ARIA Charts                        | 18              |
| Ö3 Austria Top 40                  | 41              |
| Ultratop 50                        | 44              |
| Canadian Hot 100                   | 1               |
| Tracklisten                        | 28              |
| Mega Single Top 100                | 56              |
| Irish Singles Chart                | 6               |
| RIANZ                              | 6               |
| VG-lista                           | 5               |
| Sverigetopplistan                  | 9               |
| Swiss Music Charts                 | 4               |
| Turkey Top 20 Chart                | 4               |
| UK Singles Chart                   | 4               |
| UK R&B Chart                       | 1               |
| US Billboard Hot 100               | 1               |
| US Billboard Hot R&B/Hip-Hop Songs | 60              |
| US Billboard Hot Rap Tracks        | 4               |
| US Billboard Pop 100               | 1               |